# 伊迪島
伊迪島（英語：Eday），又譯埃代島、伊代島，為奧克尼群島之一，坐落於蘇格蘭本島北方，距離奧克尼主島24公里（15英哩）處。面積27平方公里（10平方英哩），是群島中的第九大島。島嶼主要由老紅砂岩組成，其沿著海岸峭壁分布。
伊迪島上有許多維護良好的新石器時代陵墓，也有青銅時代的人居遺址和斯堪地那維亞時代的城堡遺跡。

## 外部連結
- Visit Eday （页面存档备份，存于）—伊迪島觀光網站
- Eday Partnership
- RCAHMS 伊迪島中心空拍照片